# ملیکای بی‌زبانک
ملیکای بی‌زبانک (نام علمی: Melica eligulata) نام یک گونه از سرده ملیکا است.